# Vegas del Condado
Vegas del Condado ist eine Gemeinde (Municipio) mit 1.154 Einwohnern (Stand: 2024) im nordwestlichen Zentral-Spanien in der Provinz León in der Autonomen Gemeinschaft Kastilien-León. Vegas del Condado besteht neben dem gleichnamigen Hauptort aus den Ortschaften Castrillo del Condado, Castro del Condado, Cerezales del Condado, Moral del Condado, Represa del Condado, San Cipriano del Condado, San Vicente del Condado, Santa María del Condado, Secos del Condado, Villafruela del Condado, Villamayor del Condado und Villanueva del Condado.

## Geografie
Vegas del Condado liegt etwa 19 Kilometer nordöstlich von León am Fuß des Kantabrischen Gebirges und am Río Porma im Norden in einer Höhe von ca. 860 m. Durch die Gemeinde verläuft eine Variante des Jakobswegs (durch Quintana del Monte).

## Bevölkerungsentwicklung
| Jahr      | 1950 | 1970 | 1981 | 1991 | 2001 | 2011 | 2021 |
| --------- | ---- | ---- | ---- | ---- | ---- | ---- | ---- |
| Einwohner | 4121 | 2550 | 2038 | 1628 | 1379 | 1183 | 1149 |

## Sehenswürdigkeiten
- diverse Kirchen, u. a. die
  - Johannes-der-Täufer-Kirche in Cerezales del Condado
  - Pelagiuskirche in Villafruela del Condado
  - Marienkirche in Secos del Condado

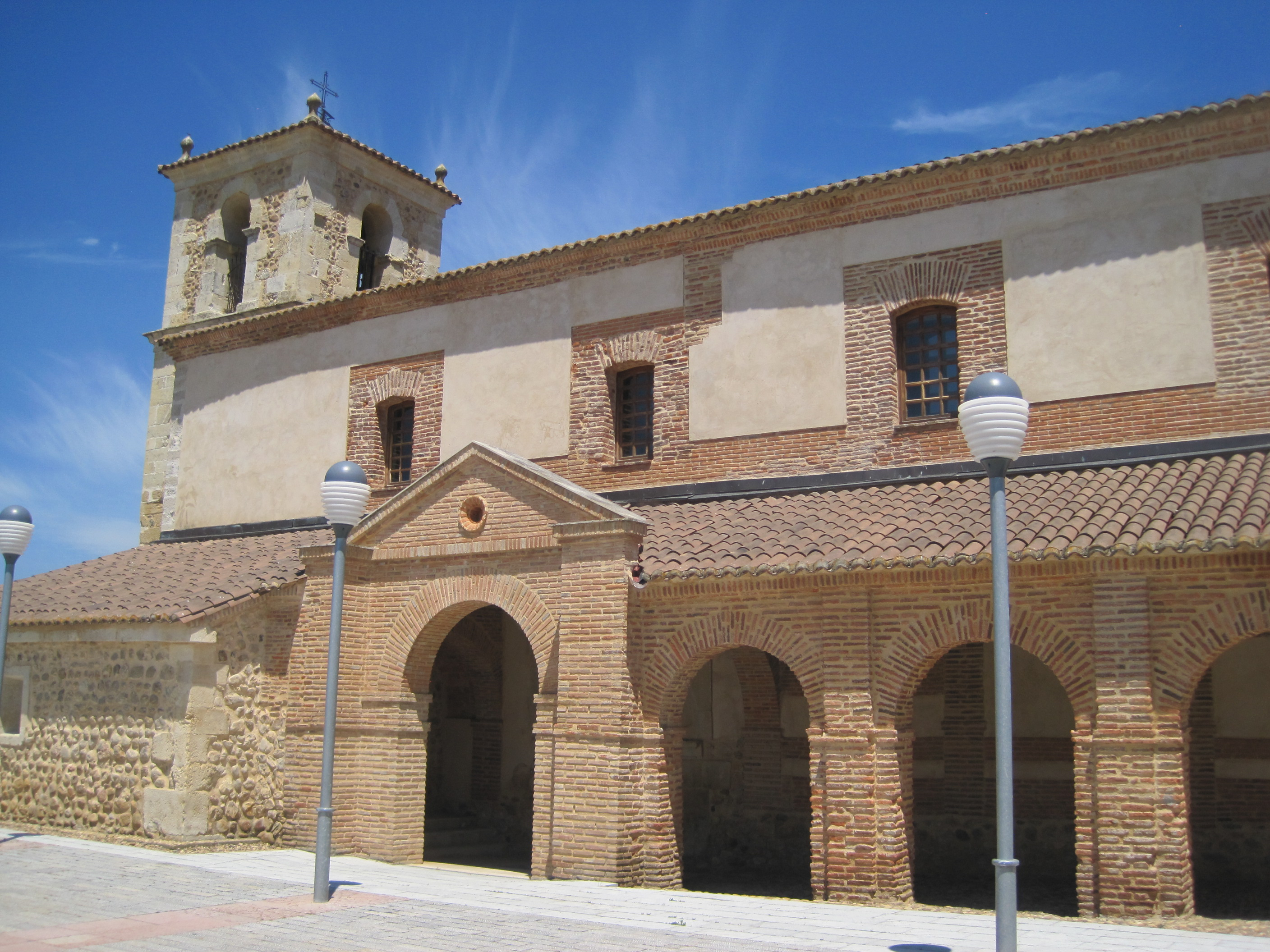
Johannes-der-Täufer-Kirche in Cerezales del Condado
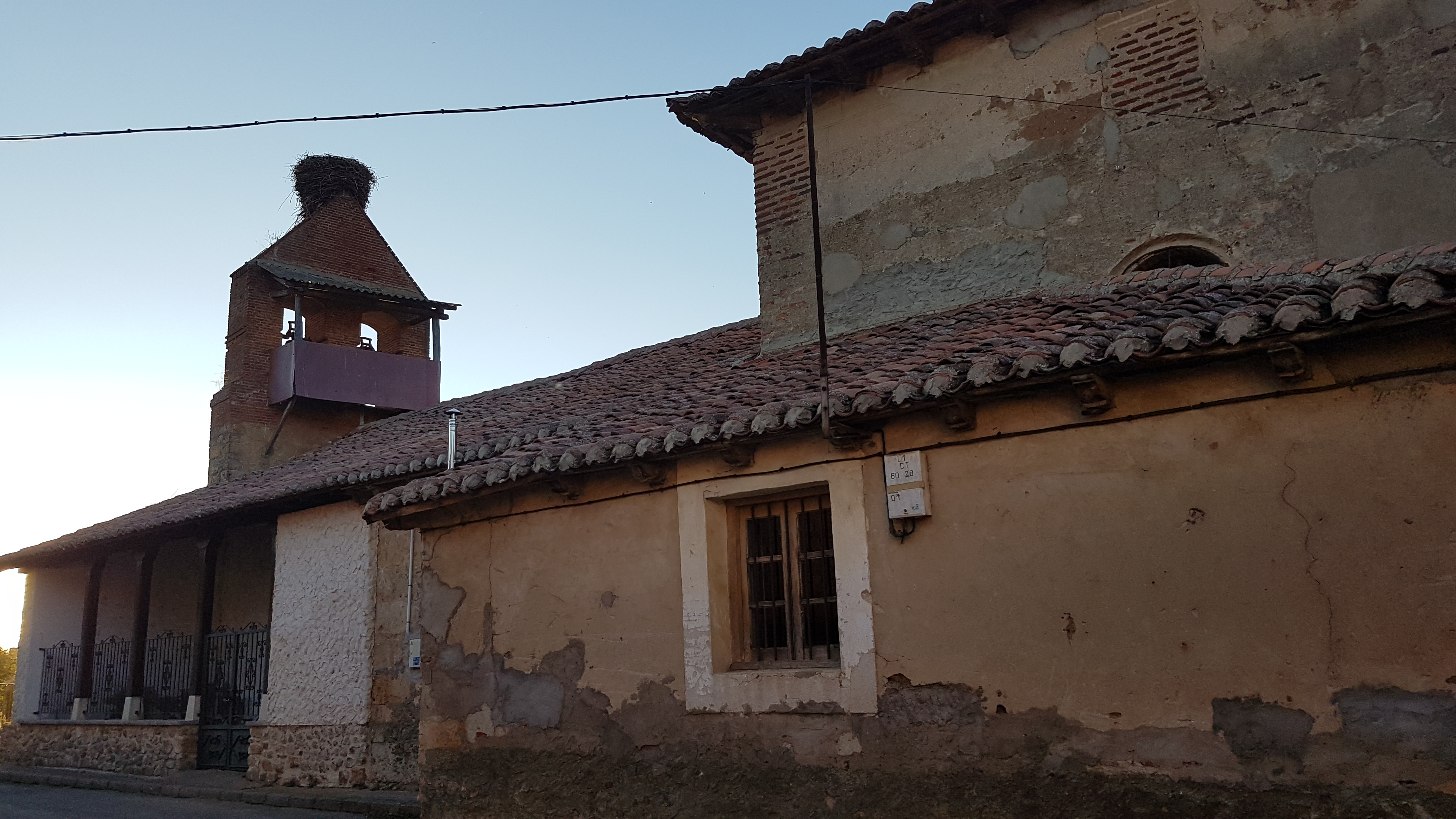
Pelagiuskirche in Villafruela del Condado
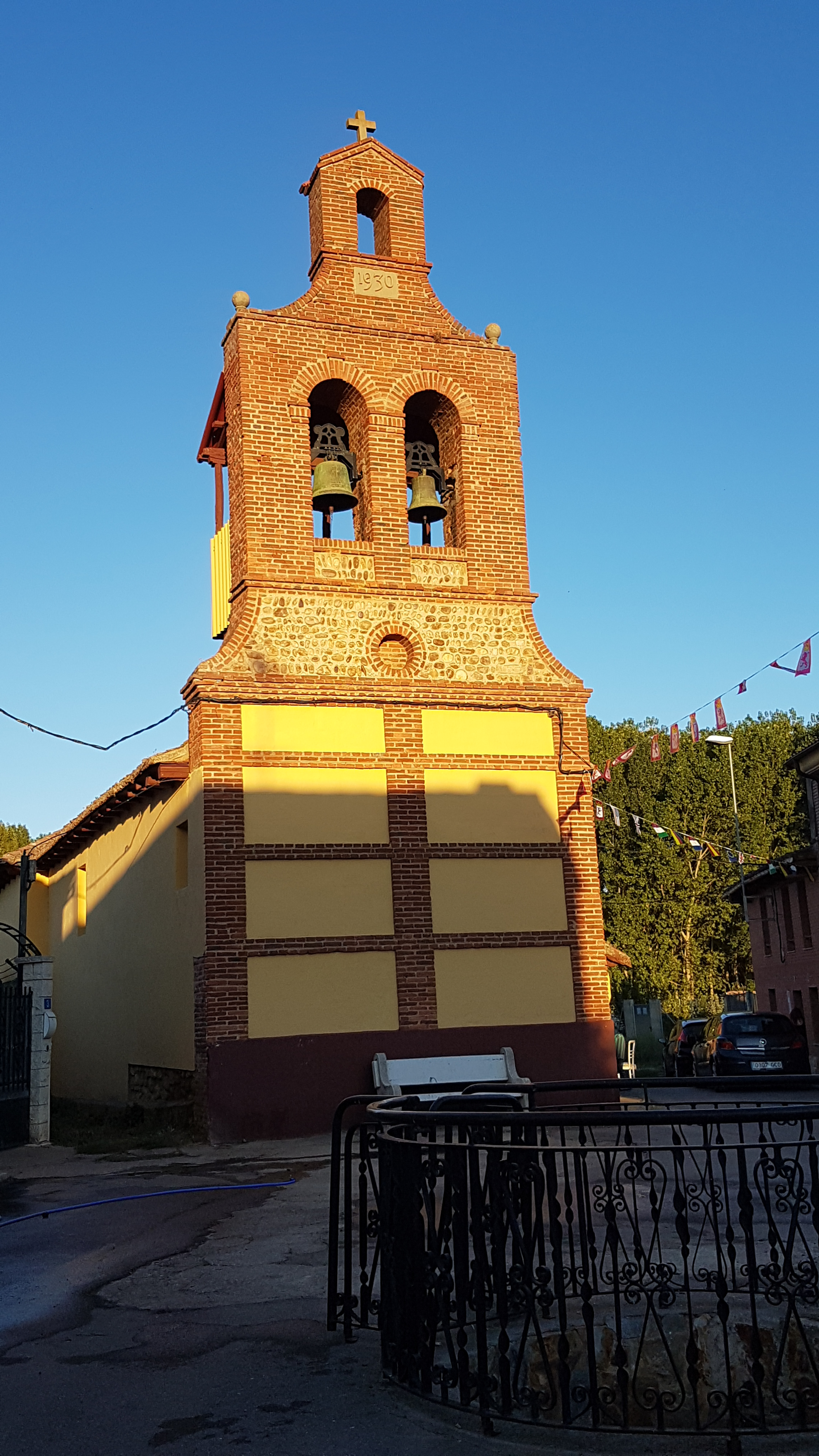
Marienkirche in Secos del Condado
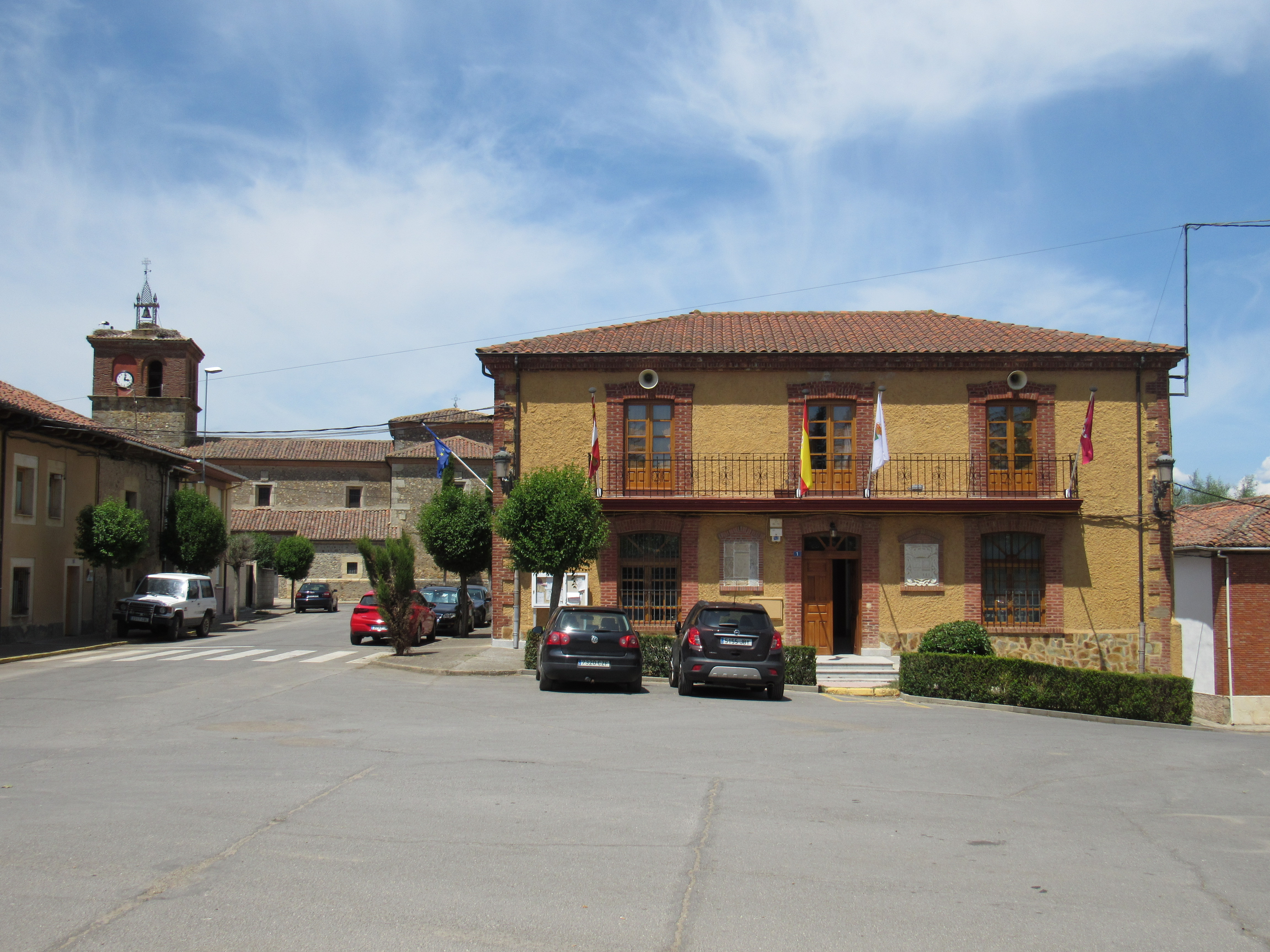
Rathaus